# Kathleen Le Messurier
Kathleen Le Messurier (... – 1981) è stata una tennista australiana.

## Biografia
Durante la sua carriera giunse in finale nel singolare  all'Australian Open nel 1932 perdendo contro Coral McInnes Buttsworth in due set (9-7, 6-4), dopo aver mancato la finale anni prima nel 1924 venendo fermata da Sylvia Lance Harper.
Nel doppio agli Australian Open giunse molte volte in finale perdendo ogni volta gara e trofeo:
- 1924, con Meryl O'Hara Wood contro Daphne Akhurst Cozens e Sylvia Lance Harper per 7-5, 6-2;
- 1925, con Esna Boyd Robertson contro Daphne Akhurst Cozens e Sylvia Lance Harper, persero per 6-4, 6-3;
- 1928, con Dorothy Weston persero contro Daphne Akhurst Cozens e Esna Boyd Robertson per 6-3, 6-1;
- 1932, con Dorothy Weston persero contro Coral McInnes Buttsworth e Marjorie Cox Crawford per 6-2, 6-2.